# Jay Ali
Jay Ali (Londra, 29 marzo 1982) è un attore britannico.
Nato a Londra da genitori pakistani, si è poi trasferito negli Stati Uniti d'America per dedicarsi alla recitazione. Ha iniziato nel 2009 in televisione, prendendo parte in numerose serie mentre al cinema ha debuttato nel 2012 con il film Darling Companion.
Nel 2018 ha un ruolo principale nella terza stagione della serie Marvel Daredevil, nel ruolo di Ray Nadeem. Nel 2023 si unisce al cast della serie Carnival Row.

## Filmografia

### Cinema
- Darling Companion, regia di Lawrence Kasdan (2012)
- The Illegal, regia di Danish Renzu (2019)
- Clock, regia di Alexis Jacknow (2023)

### Televisione
- Melrose Place – serie TV, episodio 1x06 (2009)
- Rizzoli & Isles – serie TV, episodio 1x06 (2010)
- Bloomers – serie TV, 24 episodi (2011-2018)
- The Fosters – serie TV, 18 episodi (2013-2016)
- NCIS - Unità anticrimine (NCIS) – serie TV, episodio 12x18 (2015)
- Significant Mother – serie TV, 8 episodi (2015)
- Grey's Anatomy – serie TV, episodio 12x14 (2016)
- Beauty and the Beast – serie TV, episodio 4x13 (2016)
- Scorpion – serie TV, episodio 3x06 (2016)
- Pitch – serie TV, episodio 1x06 (2016)
- Me, Myself and I – serie TV, episodio 1x06 (2016)
- Daredevil – serie TV, 13 episodi (2018)
- The Rookie – serie TV, episodio 1x04 (2018)
- The Purge – serie TV, 4 episodi (2019)
- Magnum P.I. – serie TV, 8 episodi (2020-2021)
- Carnival Row – serie TV, 10 episodi (2023)
- NCIS: Hawai'i – serie TV, episodi 2x21-2x22 (2023)
- Walker – serie TV, episodio 4x06 (2024)
- The Bondsman – serie TV, episodi 1x05-1x08 (2025)

## Doppiatori italiani
Nelle versioni in italiano delle opere in cui ha recitato, Jay Ali è stato doppiato da:
- Gianfranco Miranda in The Fosters, NCIS - Unità anticrimine, Daredevil, Carnival Row, Clock
- Fabrizio Picconi in Darling Companion
- Fabrizio Dolce in Grey's Anatomy
- Marco Benvenuto in Significant Mother
- Mattia Bressan in The Purge
- Davide Perino in The Bondsman